# La primera experiència
La primera experiència (títol original: Flirting) és una pel·lícula australiana, per a públic juvenil, sobre l'enamorament de dos adolescents, escrita i dirigida per John Duigan, explica com a protagonista amb Noah Taylor a la qual acompanyen Thandie Newton i Nicole Kidman. Flirting és la segona pel·lícula d'una incompleta trilogia autobiogràfica de Duigan. Ha estat doblada al català.

## Argument
En l'Austràlia dels anys seixanta, Danny Embling és un jove estudiant intern en una escola privada per a nois que s'enamora de Thandiwe, una alumna de raça negra filla d'un diplomàtic d'Uganda. El problema és que la timidesa de Danny no li deixa mostrar els seus sentiments.

## Repartiment
- Noah Taylor: Danny Embling
- Thandie Newton: Thandiwe Adjewa
- Nicole Kidman: Nicola Radcliffe
- Kym Wilson: Melissa
- Naomi Watts és Janet Odgers